# 1989 SD
1989 SD är en asteroid i huvudbältet som upptäcktes den 23 september 1989 av de båda japanska astronomerna Toshimasa Furuta och Yoshikane Mizuno vid Kani-observatoriet.
Asteroiden har en diameter på ungefär 3 kilometer.